# San Marino na Mistrzostwach Europy w Lekkoatletyce 2018
San Marino na Mistrzostwach Europy w Lekkoatletyce 2018 – reprezentacja San Marino podczas zawodów liczyła 2 mężczyzn.

## Rezultaty
| Zawodnik              | Konkurencja                     | Eliminacje | Eliminacje | Półfinał | Półfinał | Finał | Finał |
| Zawodnik              | Konkurencja                     | Wynik      | Poz.       | Wynik    | Poz.     | Wynik | Poz.  |
| --------------------- | ------------------------------- | ---------- | ---------- | -------- | -------- | ----- | ----- |
| Andrea Ercolani Volta | Bieg na 400 metrów przez płotki | 53,86      | 25.        | NQ       | NQ       | NQ    | NQ    |

| Zawodnik      | konkurencja | kwalifikacje | kwalifikacje | Finał | Finał |
| Zawodnik      | konkurencja | Wynik        | Poz.         | Wynik | Poz.  |
| ------------- | ----------- | ------------ | ------------ | ----- | ----- |
| Eugenio Rossi | Skok wzwyż  | NM           | –            | NQ    | NQ    |